# Мірут (округ)
Мірут (гінді मेरठ जिला, англ. Meerut district) — округ індійського штату Уттар-Прадеш в межах Національного столичного регіону із центром у місті Мірут.

## Ресурси Інтернету
- Meerut district [Архівовано 30 листопада 2009 у Wayback Machine.] Maps of India
- Meerut district [Архівовано 30 листопада 2009 у Wayback Machine.] (портал)

| Індія | Це незавершена стаття з географії Індії. Ви можете допомогти проєкту, виправивши або дописавши її. |